# Superstar (Jesus Christ Superstar)
Superstar is een lied van de Britse zanger Murray Head uit 1969 in samenwerking met de Trinidad Singers. Het is de eerste single en titelsong van het conceptalbum Jesus Christ Superstar uit 1970, geschreven door Andrew Lloyd Webber en Tim Rice.

## Inhoud
Het lied wordt gezongen door de geest van Judas Iskariot, die eerder zelfmoord pleegde. Het bevat vragen aan Jezus over waarom hij in 4 v.Chr. naar Israël kwam, of Jezus zijn eigen dood had gepland, of Jezus wist dat zijn dood beroemd zou worden, en of andere religieuze leiders zoals Boeddha en Mohammed vergelijkbaar zijn. Het lied wordt gekenmerkt door herhaalde excuses voor de vragen, zoals "Begrijp me niet verkeerd". Judas wordt meestal begeleid door een engelenkoor en het lied wordt gezongen tijdens of vlak voor de kruisiging.

## Covers (selectie)
- 1971: Al Capps (als "Jesus Christ, Superstar")
- 1971: Percy Faith & His Orchestra
- 1971: Max Greger
- 1971: Middle of the Road
- 1971: Ben Vereen (originele Broadway-castopname van Jesus Christ Superstar)
- 1972: Claude François (als "Jésus-Christ Superstar")
- 1972: Peggy March
- 1972: Wayne Newton
- 1973: Carl Anderson (film Jesus Christ Superstar van Norman Jewison)
- 1976: Trinidad Oil Company (als "Jesus Christ Superstar")
- 1993: James Last & His Orchestra (als "Jesus Christ Superstar")
- 2008: Anastacia